# Gur'evskij rajon (Oblast' di Kaliningrad)
Il Gur'evskij rajon (in russo Гурьевский район?) è un rajon dell'Oblast' di Kaliningrad, nella Russia europea; il capoluogo è Gur'evsk.